# ۲ قنطورس
۲ قنطورس یک ستاره است که در صورت فلکی قنطورس قرار دارد.